# 宣王中興

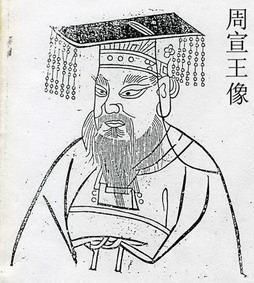
周宣王

宣王中興是指周宣王即位後，任用召穆公、周定公、尹吉甫等大臣，整頓朝政，使王道已衰落的周朝王室得到一時的復興，並征討周邊敵對部落邦國，因此史家以「宣王中興」稱之，不過，宣王中興，為時並不長，到了宣王晚年，國勢又走下坡路了。

## 背景
周厲王在位時，原為國家所有的土地越來越多的轉化為貴族所有的私田，厲王便任用虢公長父與榮夷公，開始將山林澤藪的產出都歸為王室所有。由於這項政策損害了普通平民的利益，受到廣大國民的反對，但厲王拒絕聽取意見。終於在三年後，憤怒的國人率人攻打王宮，大勢已去的厲王渡過黃河，逃到了彘（山西霍縣）。。厲王出逃後，國人共推共伯和攝行王政（一说是由周定公、召穆公共同主政，所以又称周召共和）。厲王在共和行政的第十四年（公元前827年）駕崩。周公和召公擁立厲王的太子靜即位，是為宣王。

## 舉措
宣王即位後，吸取父親厲王的教訓，在周(定)公、召公的輔佐下，革除厲王時的弊政，恢復文、武、成、康時期的政策，使得原有些衰敗的周朝又恢復了活力。
在內政方面，宣王廣開言路，積極聽取下屬的意見。又警告官員不得貪污賦稅，魚肉鄉里。同時加強紀律，要求官員各自約束，不得縱酒鬧事。經過一番勵精圖治的治理，國內形勢開始轉好，諸侯們也紛紛前來朝見，周室的威信又恢復起來了。

### 伐西夷[4]
周室中衰後，周邊的戎狄部落便不斷侵襲周朝，特別是西北的玁狁和西戎，是最具威脅的部落，經常會直接威脅到首都鎬京。
宣王四年（前824年），以非子的後裔秦仲為大夫，開始大規模的發動對戎人的反擊戰爭。秦仲攻西戎時，被殺。宣王又命其子秦莊公兄弟五人伐戎，得勝。宣王五年，宣王還曾與尹吉甫一起討伐西戎於鼓衙（今陝西澄城西北）。後來，尹吉甫率師直攻至今甘肅省鎮原一帶，迫使西戎向西北退走。
同時，宣王對薰育、昆夷和玁狁發動戰爭。這些戎人原本乘周室中衰，一度深入到宗周腹地，迫使慣於定居務農的周人四處逃散，生活陷入困難。宣王的這次用兵，將玁狁驅逐到遙遠的北方。事後，宣王令南仲戍守朔方，令他們不再有進犯北境的機會。
對西戎戰爭的勝利保衛了人民生命財產的安全，普通人民也是歡欣鼓舞，《詩經·小雅·出車》和《詩經·小雅·六月》就表達了他們對勝利的喜悅和對戰爭英雄的讚美。

### 征淮夷
對於侵犯江漢地區的淮夷，從宣王二年（前826年）起，宣王開始征伐東南的淮夷和南方的荊蠻。他令命召穆公及卿士南仲、大師皇父、大司馬程伯休父等率軍討伐淮夷，沿淮水東行，使當地大小方國中最強大的徐國服從，向周朝見。這一時期，宣王還曾命方叔率師征伐荊蠻（即楚國）、尹吉甫征徐戎。這些戰事都進行得十分艱苦，在十多年間進行了不計其數的戰役。宣王十八年（前810年），南仲派駒父、高父前往淮夷地域，各方國都迎接王命，並進獻貢物，至此才將他們征服。宣王將這些新征服的領土賜給戰爭功臣召穆公、申伯和仲山甫等人，這些事蹟都記載於《詩經》的《江漢》和《崧高》之中。

### 征南國
在宣王晚年，由於頻繁的對外用兵，大大的消耗周室的戰鬥力。在征討申戎、太原戎、條戎和奔戎的戰爭中，只有對申戎才取得了勝利。而在宣王三十九年（前789年）征伐姜戎時，雙方在千畝展開大戰，宣王調用“南國之師”參戰，結果是南國之師盡喪而大敗。周室原本有西六師和成周八師等重兵，在這次戰爭中卻動用了南國之師，正反應了兵力的不足。

### 行分封
征南國後，為了鞏固對周王室對於南土的統治，宣王將其舅申伯徙封于謝（今河南南陽）。宣王二十二年（前806年），還繼續西周早年分封，封其弟友于鄭（今陝西省華縣東）。

### 取消籍田之禮
原本，土地都是為周室國有的，周天子會將土地再劃分井田，讓農民在井田進行勞作。在每年春天，天子還會親自舉行籍田千畝的典禮，也就是進行全國耕種總動員。但到了西周後期，原本的土地國有制遭到了很大的破壞，不止原本的“公田”成為貴族的私有田，那些由荒地開墾出來土地也淪為了私有田。這些土地都被貴族劃分為許多塊分給人民自行耕種。厲王時，為將土地再收為國有，不惜採用暴虐的手段，結果是他本人被趕跑。宣王即位後，認識到既有事實，便順應時勢廢除了原本每年春天都必要舉行的籍田典禮。這項制度應是周天子必做的事情被取消，本是宣王對土地私有的一種承認，既然私有制已經是事實，那相關的禮制也屬多餘。因為宣王對土地私有的承認，使得人民提高了勞動積極性，也使得在厲王時期受到破壞的農業生產開始恢復。也正是如此，才能令宣王有北伐玁狁、西戎，南征淮夷、荊蠻的實力本錢，从而出現宣王中興的局面。但宣王順應形勢的舉動並不為守舊的貴族所理解。宣王在千畝之役中的大敗，便有人歸罪於不籍千畝。

### 統計人口
由於千畝之役的失敗，南國之師盡喪，宣王便決定“料民於太原”。料民，意即統計人口。宣王的料民之舉受到貴族的反對，仲山甫就認為，自古以來，不用統計人口就知道人口的多少。因為司民負責登記生死；司商負責賜族受姓；司寇則負責處決罪犯；而各行各業也都清楚的知道自己所管理的人口數量。宣王並沒有聽取他的勸諫，仍然進行了人口的統計。宣王的這番舉措增加了國家對人口的控制，也解決了兵源不足的問題。

## 中興後的危機
宣王中興的主要成就是武功，而在政治改革方面則由於貴族的強大阻力難有大的作為。料民工作在他去世之前仍未統計完畢。他在晚年又中興之志大減，常深居宮中，貪圖宴樂。他為強立自己喜愛的魯孝公，而不惜興兵伐魯，從而出現同姓諸侯不睦情況。有些貴族感到危機的來臨而選擇逃跑，也正說明了統治階級的矛盾尖銳，到其子幽王即位後，周室終於發生了大危機。

## 相關事件
- 國人暴動
- 共和行政

## 相關青銅器
- 兮甲盤
- 召伯虎簋
- 師虘簋

### 引用
1. ↑  《史記·周本紀》：于是国莫敢出言，三年，乃相与畔，袭厉王。厉王出奔于彘。
2. 1 2 3 4 5 6 7 8 9 10  《新編中國歷朝紀事本末·先秦卷》 第191-193頁
3. ↑  《史記·周本紀》：共和十四年，厉王死于彘。太子静长于召公家，二相乃共立之为王，是为宣王
4. ↑  上古時，“夷”本意同“人”，无任何贱视之意。
5. ↑  《農業類型的演變與戎狄族群的興起》指出「晚商以前北方地區皆為華夏族群的活動地域，所謂『戎狄』族群應當是下一歷史階段里從華夏族群中分裂出去的一部分，因此，華夏與戎狄在血緣上本亦同源。」
6. ↑  林沄《戎狄非胡論》指出先秦時期的戎狄各部與後世匈奴、鮮卑、突厥、蒙古等草原民族並沒有任何關係
7. ↑  《史記·周本紀》：三十九年，战于千亩，王师败绩于姜氏之戎
8. ↑  《新編中國歷朝紀事本末·先秦卷》 第194-195頁
9. ↑  《國語·周語上》：宣王既丧南国之师，乃料民于太原。仲山父谏曰 ：“民不可料也！……
10. 1 2  《新編中國歷朝紀事本末·先秦卷》 第196頁
11. ↑  《國語·周語上》：三十二年春，宣王伐鲁，立孝公，诸侯从是而不睦。